# Дом Раскольникова
Дом Раскольникова или дом Иохима — доходный дом в Санкт-Петербурге, в котором, по мнению исследователей творчества Фёдора Михайловича Достоевского, жил главный герой романа «Преступление и наказание» Родион Раскольников. Дом возведён в 1831 году архитектором Егором Тимофеевичем Цолликофером в классическом стиле. Дом расположен по адресам Гражданская ул., 19 и Столярный пер., 5.

## Архитектурные особенности
Проезд во двор закрыт решётками. Дом четырёхэтажный (в прошлом — пятиэтажный). На стене установлены две мраморные доски, отмечающие высоту воды во время наводнения 1824 г. (то есть ещё до постройки современного здания), со следующими словами: на одной — «Вышина воды 7: Ноября 1824»; на другой аналогичный текст на немецком языке.
В 1970 году дом подвергся капитальной перестройке: был ликвидирован полуподвал, а также в прошлом мощеный булыжником двор заасфальтировали.
На четвёртом этаже располагалась квартира хозяйки, у которой снимал комнату Раскольников. Как и в романе, на чердак дома ведут тринадцать ступенек.
В начале июля, в чрезвычайно жаркое время, под вечер один молодой человек вышел из своей каморки, которую нанимал от жильцов в С-м переулке, на улицу и медленно, как бы в нерешимости, отправился к К-ну мосту...Ф. М. Достоевский, Преступление и наказание

## Пристенная композиция
В угловой части дома установлен горельеф «Дом Раскольникова» (авторы — скульптор Е. Н. Ротанов и архитектор В. И. Новосадюк). Выполненная из бронзы и гранита пристенная композиция (стела) высотою 165 сантиметров была открыта 7 июля 1999 года. На гранитной плите выбит текст, сочинённый Д. С. Лихачёвым и Д. А. Граниным: «Дом Раскольникова. Трагические судьбы людей этой местности Петербурга послужили Достоевскому основой его страстной проповеди добра для всего человечества».